# Acraea crippsi
Acraea crippsi är en fjärilsart som beskrevs av Stoneham 1943. Acraea crippsi ingår i släktet Acraea och familjen praktfjärilar. Inga underarter finns listade i Catalogue of Life.